# Hosten
Hosten in der Eifel ist eine Ortsgemeinde im Eifelkreis Bitburg-Prüm in Rheinland-Pfalz. Sie gehört der Verbandsgemeinde Speicher an.

## Geographie
Die Ortsgemeinde liegt im Kylltal der Natur- und Kulturlandschaft der Südeifel, einem kleinen Zuflusstal der Mosel, nahe der Kreisstadt Bitburg.
Zu Hosten gehört der Wohnplatz Haus Wollersheck.

## Geschichte
Für eine frühe Besiedelung des Gebiets um den heutigen Ort spricht der Fund von Gräbern, sowohl aus fränkischer als auch aus römischer Zeit. Bei den römischen Gräbern handelt es sich um acht, mittlerweile stark verschliffene Hügelgräber südwestlich des Ortes auf einem Höhenrücken über dem Kylltal.
Erstmals erwähnt wurde der Ort als „Houestedem“ zusammen mit Auw an der Kyll in einem Güterverzeichnis der Abtei St. Maximin in Trier aus dem frühen 13. Jahrhundert. Das Maximiner Hofgut bildete die Ortsmitte und möglicherweise auch den Ausgangspunkt der Besiedlung. 1798 wurde es dem bisherigen Erbpächter Christoph Meyer überlassen, der es jedoch bald weiterverkaufte.
Die wenigen Gehöfte Hostens, 1473 zählte der Ort drei, 1636 nur noch zwei Haushalte, stiegen im 19. Jahrhundert und 20. Jahrhundert auf 19 Gehöfte (um 1840) und auf 48 (um 1980) an. 1865 erhielt Hosten seine erste Kirche und 1898 eine eigene Schule. Die Kirche wurde allerdings im Krieg zerstört, sodass man 1950 beschloss, eine neue Kirche an gleicher Stelle zu errichten. Diese wurde fertiggestellt und durch den Trierer Weihbischof und späteren Diözesanbischof Bernhard Stein im Oktober 1953 eingeweiht. Sie ist auf den Hl. Josef geweiht.
Bevölkerungsentwicklung
Die Entwicklung der Einwohnerzahl von Hosten, die Werte von 1871 bis 1987 beruhen auf Volkszählungen:
| Jahr | Einwohner |
| ---- | --------- |
| 1815 | 61        |
| 1835 | 117       |
| 1871 | 150       |
| 1905 | 223       |
| 1939 | 224       |
| 1950 | 205       |
| 1961 | 182       |

| Jahr | Einwohner |
| ---- | --------- |
| 1970 | 201       |
| 1987 | 199       |
| 1997 | 182       |
| 2005 | 191       |
| 2011 | 188       |
| 2017 | 181       |
| 2023 | 175       |

## Politik

### Gemeinderat
Der Gemeinderat in Hosten besteht aus sechs Ratsmitgliedern, die bei den Kommunalwahlen am 9. Juni 2024 in einer Mehrheitswahl gewählt wurden, und dem ehrenamtlichen Ortsbürgermeister als Vorsitzendem.

### Bürgermeister
Markus Müller wurde am 2. September 2024 Ortsbürgermeister von Hosten. Da für die Direktwahl am 9. Juni 2024 kein Wahlvorschlag eingereicht wurde, oblag die Neuwahl des Bürgermeisters gemäß rheinland-pfälzischer Gemeindeordnung dem Rat. Dieser entschied sich auf seiner konstituierenden Sitzung für Müller.
Müllers Vorgänger war Peter Reichertz. Da auch bei der Direktwahl am 26. Mai 2019 kein gültiger Wahlvorschlag eingereicht wurde, oblag die Neuwahl des Bürgermeisters dem damals neu gewählten Rat. Dieser bestätigte Reichertz auf seiner Sitzung am 19. August 2019 für weitere fünf Jahre in seinem Amt. Von 1989 bis 2014 war Matthias Schwarz Ortsbürgermeister von Hosten.

### Wappen
| Wappen von Hosten | Blasonierung: „Von Silber über Blau geteilt, oben an grünem Stängel drei blaue Flachsblüten mit goldenem Butzen, unten ein goldenes Spitzeisen“ |
| Wappen von Hosten | Wappenbegründung: In der mündlichen Überlieferung hat sich bis heute das Wissen um den „Maximiner Hof“, eine Hofstätte der bedeutenden Abtei St. Maximin in Trier, erhalten. Als Hinweis auf den Hof und die landwirtschaftliche Struktur des Ortes stehen die Flachsblüten. Das „Spitzeisen“, tatsächlich ein Krönel, erinnert an die bis in die 1980er Jahre bedeutsame Sandsteinindustrie des Raumes. Hieran erinnern auch viele Mühl- oder Schleifsteine aus Sandstein vor verschiedenen Grundstücken. |

## Kultur und Sehenswürdigkeiten

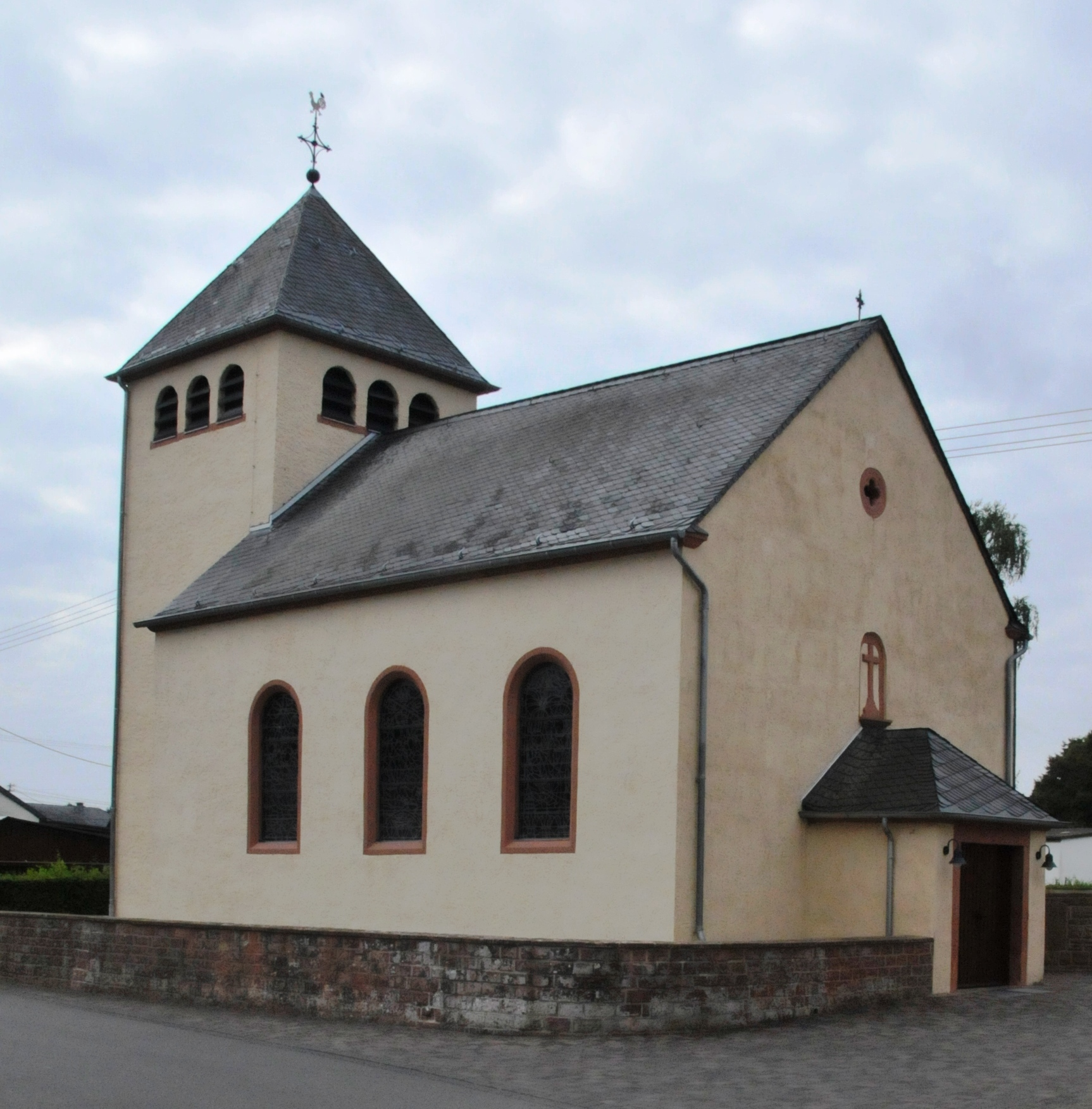
Dorfkirche St. Josef

### Bauwerke
- Katholische Filialkirche St. Josef von 1864
- Ehemalige Schule – ein Sandsteingebäude von 1899
- Der Ortskern ist Standort einiger historischer Wohnhäuser und alter Bauernhöfe.

Siehe auch: Liste der Kulturdenkmäler in Hosten

### Grünflächen und Naherholung
- Die Ortsgemeinde ist von einem gut ausgebauten Wegenetz für Radfahrer und Wanderer umgeben.

### Regelmäßige Veranstaltungen
- Jährliches Kirmes- bzw. Kirchweihfest
- Hüttenbrennen am ersten Wochenende nach Aschermittwoch (sogenannter Scheef-Sondich)[12][13]